# Museu Regional do Algarve
O Museu Regional do Algarve foi criado em 1962, sob o nome de Museu Etnográfico Regional de Faro, tendo como primeiro diretor o artista farense Carlos Porfírio, que foi também o seu promotor inicial. Instalado no rés-do-chão da Junta da Província do Algarve, que serve também de sede para a Comissão de Coordenação Regional (CCDR) do  Algarve. 
A sua principal missão é divulgar e preservar a memória da região tendo em conta as vertentes artística, etnográfica e científica de forma a "construir uma identidade local sob a perspectiva de um desenvolvimento local e sustentado, para fins de estudo, educação e deleite".
Possui uma coleção de 1 400 peças, sendo resultado da recolha efetuada pelo próprio Carlos Porfírio e várias doações feitas ao longo da sua existência.